# ナンシー・トラヴィス
ナンシー・トラヴィス（Nancy Travis、1961年9月21日 - ）は、アメリカ合衆国ニューヨーク州ニューヨーク生まれの女優・声優。

## 来歴
1961年にニューヨークに生まれる。その後マサチューセッツ州で育ったトラヴィスは高校卒業後に、ニューヨークへ戻り舞台へ出演。その後、ニュージャージーの劇団への所属を経て、ニール・サイモンの舞台やオフ・ブロードウェイなどに出演。順調にキャリアを重ねていく。その後もいくつかの舞台に出演するが、同時に映画やテレビなどへの出演も増えていく。
1987年に製作された映画デビュー作でトム・セレック、スティーヴ・グッテンバーグ、テッド・ダンソンら共演の『スリーメン&ベビー』でのヒロイン役で一躍知名度が上がる。その作品に引き続き、続編の『スリーメン&リトルレディ』にも出演した。その後はマイク・マイヤーズと共演したサスペンス・コメディの『ハネムーンは命がけ』やロバート・ダウニー・Jrがチャーリー・チャップリンを演じた『チャーリー』などがある。
1994年にプロデューサーと結婚。現在は二児の母親である。

## 出演作品

### 映画
- スリーメン&ベビー 3 Men and a Baby (1987)
- エイトメン・アウト Eight Men Out (1988)
- 愛されちゃって、マフィア Married to the Mob (1989)
- 背徳の囁き Internal Affairs (1990)
- キャノンズ Loose Cannons (1990)
- エア★アメリカ Air America (1990)
- スリーメン&リトルレディ 3 Men and a Little Lady (1990)
- お葬式だよ!全員集合 Passed Away (1992)
- チャーリー Chaplin (1992)
- 失踪 妄想は究極の凶器 The Vanishing (1993)
- ハネムーンは命がけ So I Married an Axe Murderer (1993)
- 遺産相続は命がけ!? Greedy (1994)
- ジョニー・デスティニー Destiny Turns on the Radio (1995)
- フルーク Fluke (1995)
- ボディ・ランゲージ Body Language (1995)
- 僕のボーガス Bogus (1996)
- 旅するジーンズと16歳の夏 The Sisterhood of the Traveling Pants (2005)

### テレビドラマ
- テイルズ・フロム・ダークサイド Tales from the Darkside (1987)
- スティーヴン・キングのローズレッド Rose Red (2002)
- ミディアム 霊能者アリソン・デュボア Medium (2008)
- ミスター・メルセデス Mr. Mercedez (2017-)

### テレビアニメ
- Duckman: Private Dick/Family Man (1994-1997)
- スーパーマン Superman (1998)

### ビデオゲーム
- Duckman (1997)